# Наставление тверского епископа Симеона
«Наставление тверского епископа Симеона» («Наставление тверского епископа Семена», «Семена епископа Тверского наказание») — памятник древнерусской литературы конца XIII века написанный епископом Полоцким и Тверским Симеоном.

## История
Повествование ведётся в виде краткого религиозно-назидательного диалога между первым тверским епископом Симеоном и правившим в Полоцке князем Константином Безруким. В нём затрагиваются нравственные и этические стороны жизни, а также содержится призыв Симеона к милосердию и человеколюбию со стороны княжеской власти по отношению к подданным. Поднимается вопрос о праведном судье, обязанности которого были возложены на княжеского тиуна. Попадут ли сам князь и его тиун после смерти в ад или же в рай.
Текст «Наставления» был включён в состав «Мерила праведного» и дошёл до наших дней в рукописях середины XIV—XVI вв. Древнейший список памятника которого приходится на середину XIV века и известен под заглавием «Семена, епископа тферьскаго наказание» (начальные слова «Костянтин, князь Полотьский, нарицаемый Безрукий…»). Архимандрит Варлаам издал текст по списку ГПБ, Кирилло-Белозерского собрания, № 9/1086. В том же собрании оно известно как № 22/1099 под заглавием «Слово Симеона, епископа тферскаго».

## Тексты
- Наставление тверского епископа Семена // Изборник (Сборник произведений литературы Древней Руси). — М., 1969. — С. 376.
- Наставление тверского епископа Семена // Древняя русская литература. Хрестоматия / сост. Н. И. Прокофьев. — М., 1980. — С. 129.
- Наставление Тверского епископа Семена // Памятники литературы Древней Руси, 13 в. / подг. текста, пер. и ком. Д. С. Лихачёва. — М., 1981. — С. 464—465, 612.
- Наставление Тверского епископа Семена // Изборник. Повести Древней Руси. — М., 1987. — С. 182.
- Наставление Тверского епископа Семена (Семена епископа Тверского наказание) // Тверская область: Энциклопедический справочник / гл. ред. М. А. Ильин; науч. ред. Г. С. Горевой, Б. Ю. Иванов. — Тверь: Обл. кн.-журн. изд-во, 1994. — 327 с. — ISBN 5-85457-021-1.
- Наставление Тверского епископа Семена // Библиотека литературы Древней Руси / РАН, ИРЛИ; под ред. Д. С. Лихачёва, Л. А. Дмитриева, А. А. Алексеева, Н. В. Понырко. — СПб.: Наука, 1997. — Т. 5: XIII век. — 527 с. (подг. текста, пер. и комм. Д. С. Лихачёва)
- Поучение князьям // ПЛ. — Вып. 4. — С. 185.
- Семена епископа Тфѣрьскаго наказание // Правда Русская. — М.—Л., 1940. — Т. 1. — С. 97.
- Мерило Праведное по рукописи XIV века. — М., 1961. — С. 128–130.